# 菅原芳人
菅原芳人（すがはら よしひと、1967年4月 - ）は、日本のイラストレーター、アーティスト。ブルース・リーエンタープライズ公認アーティスト、ブルース・リー財団日本支部常任理事。山形県出身。

## アートワークの概要
フィギュア、ゲームのパッケージ、LD、CD、DVDなどのジャケット、書籍表紙、ポスター、カレンダーなど様々な媒体に作品を発表。仮面ライダー、ウルトラマンをはじめとする日本の特撮ヒーロー、そして初代タイガーマスク（佐山聡）などの実在ヒーローを題材とした作品を数多く手掛ける傍ら、〈スガハラ・フェイク・プロジェクト〉と称して、〈でっちあげチラシ〉シリーズを複数の媒体で展開。一方、世界初の「ブルース・リーエンタープライズ社」の公認イラストレーターとしても知られ、ブルース・リー財団日本支部の常任理事でもある。バンダイより〈菅原芳人計画〉ブランドとして、数多くのユニークかつ斬新なTシャツをリリースしている。

1999年より2000年まで、レーザーディスク「仮面ライダー」全13巻「仮面ライダーV3」全7巻のジャケット・イラストレーションを担当した。（同年、画集として発刊）
2000年より、メディコム・トイのリアルアクションヒーローズDXのパッケージイラストレーションを、2017年まで担当した。（2018年に画集としてまとめている）
2000年より、＜フェイクチラシ＞シリーズを発表し続けている。主に『仮面ライダー』をモチーフとした偽物映画チラシを、放送年代に合わせたデザインで仕上げているのが特徴。（2018年に画集としてまとめている）
2007年より、バンダイ「菅原芳人計画」ブランドを立ち上げ、現在も継続されている。特撮ジャンルに限定したTシャツシリーズで、これまで200着以上を発売している。2020年からは、バスタオルシリーズも開始されている。
2016年、宮城県石巻市、石ノ森萬画館にて初のWORKS展を開催。（北海道から九州、海外からも含め、およそ3万人を動員した。）
2018年より、宮本信子JAZZ LIVEのポスターを継続して手がけている。
2022年10月4〜10日、アート活動開始と共に、初めての美術展＜菅原芳人POP ART展-DEBUT＞を開催した。（東京神楽坂セッションハウス）

## 人物
幼少の頃からブルース・リーに傾倒。小学生時代より、多くの書籍や映像（8ミリフィルム）などをコレクションしていた。（のちに雑誌などで、ブルース・リー特集の際などに資料提供している。）2008年、ブルース・リーの実娘の要請により財団日本支部の立ち上げの際に、常任理事のひとりに就任。
大瀧詠一のファンとしても知られ、1992年に大瀧本人と会った際に言われた言葉に、その後の活動において多大な影響を受けていると自身のフェイスブックで告白している。202２年3月、大瀧が長年住んだ東京都瑞穂町の図書館リニューアルに伴う常設ブース設置の際、描き下ろし肖像画を寄贈した。
本人はHPなどでフィンランド出身を自称しており、容姿を含めた一切のプライベートは謎に包まれている。
また、メディアへの顔出し等は基本的にNGとしている。

## 交友関係
中村頼永
IUMA日本振藩國術館代表・中村頼永とは、2000年代初期に知り合い友人関係にある。 
萩原佐代子
『科学戦隊ダイナマン』のダイナピンク、『ウルトラマン80』のユリアンなどで知られる女優・萩原佐代子とは、菅原が2004年に雑誌の特集を企画・プロデュースした縁以来、友人関係にある。 
のん（能年玲奈）
2016年に菅原が、高橋幸宏の事務所・ヒンツミュージックを紹介したことが、メジャー舞台での音楽活動を始めるきっかけとなった。翌17年に、高橋幸宏がキュレーターを務めた音楽フェス『ワールドハピネス2017』でステージデビューを飾っている。また、2022年に開催された菅原の個展には、彼女からお祝いの花が贈られ、本人も会場を訪れた。
高橋幸宏
2013年にDVD、BDのジャケットを手がけた際、そのキャンバス画を本人に手渡した。2016年のんを事務所に案内したあと、追って高橋本人にもメッセージで伝え、返信文面のフラットなスタンスに感激したことを、2023年訃報を受けてのツイッターに書いている。
藤岡弘、
2016年に宮城県石巻・石ノ森萬画館で開催された「菅原芳人WORKS展」の際、肉筆の書が贈られている。また、藤岡の事務所には、菅原の描いた仮面ライダーの絵が飾られている。そのことを、雑誌「昭和40年男」の藤岡インタビュー背景に写り込んでいたことで菅原本人が知ることになった経緯をツイッターで明かしている。 
小野ひずる
『仮面ライダーV3』のヒロイン・珠純子役を演じた女優の小野ひずるとは、2022年の個展の際に花が贈られていたので、何らかの交流があると思われる。 
絵獅匡
＜エサカマサミ＞としてビックリマンチョコのシール画でも有名な龍画家・絵獅匡とは、原画展に足を運んでいることがツイッターで散見される他、フェイスブック上でも交流がみられる。　
望月祐多
ジュウレンジャーのレッドや、仮面ライダーJ、タキシード仮面などを演じたことで有名な俳優・望月とは定期的に複数で集まる仲のようで、メンバーには絵獅匡や萩原佐代子もいる。 
篠原章
菅原は1980年代より篠原の音楽評のファンだったようだが、知り合ったのは2000年以降。菅原の画集「フェイクチラシコレクション」には篠原の作品論が掲載されている。 
塚地武雅（ドランクドラゴン）
たまにメッセージをやりとりする仲であることをフェイスブックで語っている。また、彼のyoutube番組でしばしば「菅原芳人計画」のTシャツを着用している姿が見られる。

## 主な作品
LD、DVD、DVD-BOX、CDジャケットおよび関連作品
- 『仮面ライダー』LD全13巻
- 『仮面ライダーV3』LD全7巻
- 『仮面の忍者　赤影メモリアル』LD全2巻
- 『快傑ズバットメモリアル』LD全1巻
- 『人造人間キカイダー』BD-BOX収納ボックス
- 『仮面の忍者　赤影』BD-BOX収納ボックス
- 『ネオウルトラQ』1巻DVD、BD
- 『新幹線大爆破』収納ボックス
- 『白黒つけた男たち-メイキング　オブ　ゼブラーマン』VHS、DVD
- 『ウルトラマン・オン・ブラス 2』科学特捜隊ブラスバンド・クラブ（2009年06月03日）CD
- 『元祖・電エース』DVD
- 『電エース-ハンケチ王子の秘密』DVD
- 『絶対やせる！電エース-宇宙怪獣小進撃』DVD
- 『電エース・ザ・ファイナル』DVD
- 『仮面ライダーライブ2000』DVD
- 『仮面ライダーライブ2004』（DVD）
- 『ロングストリート』（DVD-BOX）
- 『川口浩探検シリーズ＆BOX』3巻シリーズ（DVD-3BOX)。
- 『淳二稲川のねむれない怪談1＆2』（劇中肖像画＆DVD）
- 『東京月光魔曲』（舞台ポスター＆DVD）
- 映画『星屑の町』2020年
- 映画『BLACKFOX: Age of the Ninja』2020年

フィギュア・パッケージ
- RAH220シリーズ（タイムハウス-メディコム・トイ）
- RAH220-NO.1仮面ライダー旧 1 号
- RAH220-NO.1x仮面ライダー旧 1 号(桜島 1 号)
- RAH220-NO.2人造人間キカイダー
- RAH220-NO.3ハカイダー
- RAH220-NO.4仮面ライダー新 1 号
- RAH220-NO.4X トイザらス限定 ショッカーライダー
- RAH220-NO.004X2 トイザらス限定 ショッカーライダー 2 号
- RAH220 No.004X3 トイザらス・ドット・コム限定 ショッカーライダー 3 号~ 6 号
- RAH220-No.004X4 トイザらス限定ハカイダー 4 人衆
- RAH220-NO.5仮面ライダー旧 2 号
- RAH220-NO.6初期型ショッカー戦闘員
- RAH220-NO.7ショッカーアイマスク戦闘員
- RAH220-NO.8ショッカー骨戦闘員
- RAH220-NO.9怪奇蜘蛛男
- RAH220-NO.10恐怖蝙蝠男
- RAH220-NO.11仮面ライダー V3
- RAH220-NO.11仮面ライダー V3 HMV 限定
- RAH220-NO.12ライダーマン
- RAH220-NO.13さそり男
- RAH220-NO.14かまきり男
- RAH220 NO.15サラセニアン
- RAH220-NO.16死神カメレオン
- RAH220-NO.17デストロン戦闘員
- RAH220-NO.18ハサミジャガー
- RAH220-NO.19カメバズーカ
- RAH220-NO.20蜂女
- RAH220-NO.21ヤモゲラス
- RAH220-NO.22テレビバエ
- RAH220-NO.23イカファイヤー
- RAH220-NO.26コブラ男
- RAH220-NO.27ゲバコンドル
- RAH220-NO.29トカゲロン
- RAH220-NO.30サボテグロン
- RAH220-NO.31仮面ライダー新 2 号
- RAH220-NO.32仮面ライダー X
- RAH220-NO.33アポロガイスト
- RAH220-No.34ザンジオー
- RAH220-No.35仮面ライダーアマゾン
- RAH220-No.36クモ怪人
- THMシリーズ（タイムハウス）
- 01 ショッカー科学者/ From『仮面ライダー』(1971-1973)
- 02 ザンブロンゾ/ From『仮面ライダー』(1971-1973)
- 03 凱聖クールギン/ From『超人機メタルダー』(1987-1988)
- 04 デストロン戦闘員 / From『仮面ライダー V3』(1973-1974)
- 05-a クモ怪人(リーダータイプ)/ From『仮面ライダー BLACK』(1987-1988)
- 05-b クモ怪人(ソルジャータイプ)/ From『仮面ライダー BLACK』(1987-1988)
- 06 サラセニアン/ From『仮面ライダー』(1971-1973)
- 07 カニバブラー/ From『仮面ライダー』(1971-1973)
- 08 ドクダリアン/ From『仮面ライダー』(1971-1973)
- 09 ゴースター/ From『仮面ライダー』(1971-1973)
- 10 超神ビビューン/ From『超人ビビューン』(1976-1977)
- 11 デスガロン/ From『仮面ライダー BLACK RX』(1988-1989)
- 12 ロボライダー/ From『仮面ライダー BLACK RX』(1988-1989)
- 13 スノーマン/ From『仮面ライダー』(1971-1973)
- 14 蜂女/ From『仮面ライダー』(1971-1973)
- 15 伊賀電 / From『宇宙刑事シャリバン』(1983-1984)
- 16 宇宙刑事シャリバン/ From『宇宙刑事シャリバン』(1983-1984)
- 17 ガニコウモル/ From『仮面ライダー』(1971-1973)
- 18 バイオライダー/ From『仮面ライダー BLACK RX』(1988-1989)
- 19 ビジンダー/ From『キカイダー 01』(1973-1974)
- 20 一ツ目タイタン/ From『仮面ライダー X』(1974)
- 21 ゲルショッカー戦闘員/ From『仮面ライダー』(1971-1973)
- 22 シオマネキング/ From『仮面ライダー』(1971-1973)
- RAH-DXシリーズ（タイムハウス-メディコム・トイ）
- RAH100 仮面ライダー旧1号
- RAH166 仮面ライダー旧 2 号
- RAH172 仮面ライダー旧1号<桜島1号>
- RAH175 仮面ライダー新 1 号
- RAH177 仮面ライダー新 2 号・ショッカーライダー コンバーチブルセット
- RAH193 仮面ライダー V3
- RAH198 ライダーマン
- RAH208 仮面ライダー X
- RAH219 アポロガイスト
- RAH227 仮面ライダーアマゾン
- RAH244 仮面ライダーストロンガー
- RAH245 仮面ライダー旧 1 号 <1971Ver.>(Ver.2.0)
- RAH288 仮面ライダー旧 2 号(Ver.2.0)
- RAH313 スカイライダー
- RAH323 仮面ライダー旧 1 号 < 桜島 1 号 >(Ver.2.0)
- RAH338 仮面ライダー新 1 号(Ver.2.0)
- RAH372 仮面ライダースーパー 1
- RAH383 仮面ライダー ZX
- RAH393 仮面ライダー BLACK
- RAH419 シャドームーン
- RAH421 仮面ライダー BLACK RX
- RAH543 仮面ライダー新1号(Ver.2.5)
- RAH552 仮面ライダー新 2 号(Ver.2.5)
- RAH589 シャドームーン(Ver.1.5)
- RAH699 仮面ライダー BLACK(Ver.1.5)
- RAH742 仮面ライダー BLACK RX(Ver.1.5)
- RAH745 シャドームーン
- RAH436 仮面ライダークウガ マイティフォーム
- RAH446 仮面ライダークウガ グローイングフォーム
- RAH463 仮面ライダーアギト グランドフォーム
- RAH468 仮面ライダークウガ ライジングマイティ
- RAH474 仮面ライダーアギト トリニティフォーム
- RAH492 仮面ライダーファイズ
- RAH504 仮面ライダーファイズ アクセルフォーム
- RAH509 仮面ライダーカイザ
- RAH519 仮面ライダーキックホッパー
- RAH525 仮面ライダーデルタ
- RAH528 仮面ライダーパンチホッパー
- RAH532 仮面ライダーカブト ライダーフォーム(Ver.2.0)
- RAH533 オートバジン バトルモード
- RAH544 仮面ライダーガタック ライダーフォーム
- RAH556 仮面ライダーザビー ライダーフォーム
- RAH557 仮面ライダークウガ アメイジングマイティ
- RAH558 仮面ライダーダークカブト ライダーフォーム(Ver.2.0)
- RAH563 仮面ライダーサソード ライダーフォーム
- RAH566 仮面ライダークウガ マイティフォーム(Ver.1.5)
- RAH568 仮面ライダーブレイド
- RAH586 仮面ライダーギャレン
- RAH594 仮面ライダーアギト グランドフォーム(リニューアル Ver.)
- RAH599 ジョーカー
- RAH602 仮面ライダーカリス
- RAH607 アルビノジョーカー
- RAH609 仮面ライダー龍騎
- RAH613 仮面ライダーブレイド キングフォーム
- RAH616 オルタナティブ・ゼロ
- RAH617 オルタナティブ
- RAH623 仮面ライダーG3-X
- RAH633 仮面ライダーG4
- RAH639 仮面ライダーアギト シャイニングフォーム
- RAH645 仮面ライダーファイズ ブラスターフォーム
- RAH650 仮面ライダーファイズ(Ver.1.5)
- RAH659 ウルフオルフェノク
- RAH670 仮面ライダードレイク ライダーフォーム
- RAH678 仮面ライダー W サイクロンジョーカー(Ver.2.0)
- RAH685 仮面ライダー電王 クライマックスフォーム
- RAH686 仮面ライダーファイズ アクセルフォーム(Ver.1.5)
- RAH694 仮面ライダージョーカー(Ver.2.0)
- RAH703 仮面ライダーエターナル
- RAH708 仮面ライダースカル(Ver.2.0)
- RAH731 仮面ライダーディエンド
- RAH759 仮面ライダークウガ アルティメットフォーム
- RAH183 デンセンマン
- RAH270 人造人間キカイダー
- RAH284 人造人間ハカイダー
- RAH537 人造人間キカイダー(Ver.1.5)
- RAH578 宇宙刑事ギャバン
- RAH611 宇宙刑事シャリバン
- RAH621 宇宙刑事シャイダー
- RAH641 巨獣特捜ジャスピオン
- RAH658 キカイダー 01
- RAH666 マッドギャラン
- RAH691 イナズマン
- RAH717 美少女仮面ポワトリン
- RAH300『松田優作』スタイリッシュコレクション（メディコム・トイ）
- RAH220『グリーン・ホーネット』（メディコム・トイ）
- 『カトー』（メディコム・トイ）
- 『甲本ヒロト』（メディコム・トイ）
- 『ロケッティア』（メディコム・トイ）
- RAH-DX『エンター・ザ・ドラゴン』（メディコム・トイ）
- RAH-DX『ブルース・リー』（メディコム・トイ）
- 『BIG BOSS』（エンターベイ）

書籍
- 『仮面ライダー悪の系譜』
- 『人造人間キカイダー～ジロー旅の途中で』角川書店
- 『シナリオ大魔神』徳間書店
- 『稲妻6』徳間書店
- 『ブルース・リーコレクション』ベースボールマガジン社
- 『大人のプラモランド』シリーズ（プラモ＆書籍）徳間書店

ポスター
- 映画『いかレスラー』2004年
- 『ナイスエイジ』（舞台パンフ、封入ポスター）
- 『TV版ゼブラーマン』（販売用ポスター）

音楽関連
- 『One Fine Night ~60th Anniversary Live~』高橋幸宏（2013年06月26日）DVD、BD
- 『ショーがはじまるョ!』のんとも。M（2020年12月24日）CD
- 「高橋幸宏50周年記念ライブLOVE TOGETHER 愛こそすべて」プレミアシート・フォトカードセットケース表1　2022
- 「加山雄三THE LAST SHOW〜永遠の若大将〜」VJ用イラストレーション　2022
- 『宮本信子JAZZ LIVE　ビルボード東京2018』
- 『宮本信子JAZZ LIVE　ビルボード東京2019』
- 『宮本信子JAZZ LIVE　ビルボード東京2021』
- 『宮本信子JAZZ LIVE　ブルーノート青山2022』

画集
- 「Art of MASKED RIDER-SUGAHARA HEROBOOK 1」（角川書店）2000年
- 「INSPIRE!: BRUCE LEE 」（ジェネオン）2008年
- 「仮面ライダー and more フェイクチラシ コレクション」（復刊ドットコム）2018年
- 「REAL ACTION HEROES-SUGAHARA HEROBOOK 2」（復刊ドットコム）2018年

カレンダー
「菅原芳人×仮面ライダー2010」（東映）2009年
切手
仮面ライダー45周年記念切手シート（日本郵政グループ）2016年
ジグソーパズル
- ＜菅原芳人WORKS＞（エンスカイ）
- 300ピース
仮面ライダー旧1号
仮面ライダー新1号＆新2号
仮面ライダーV3
ライダーマン＆仮面ライダーV3
仮面ライダーX
仮面ライダーアマゾン
仮面ライダーストロンガー
仮面ライダー（スカイライダー）
仮面ライダースーパー1
仮面ライダーBLACK
仮面ライダーBLACK RX
仮面ライダー真＆ZO＆J
仮面ライダークウガ
仮面ライダーアギト
仮面ライダー龍騎
仮面ライダーファイズ
仮面ライダーブレイド
仮面ライダー響鬼
仮面ライダーカブト
仮面ライダー電王
仮面ライダーキバ
仮面ライダーディケイド
仮面ライダーダブル
仮面ライダーオーズ
仮面ライダーフォーゼ
仮面ライダーウィザード
仮面ライダー鎧武
仮面ライダードライブ
仮面ライダーゴースト
仮面ライダーエグゼイド
仮面ライダービルド
仮面ライダージオウ
仮面ライダーゼロワン
シン・ゴジラ（ゴジラ第二形態-蒲田くん）
- 500ピース
仮面ライダー旧1号
仮面ライダークウガ
宇宙刑事ギャバン＆シャリバン＆シャイダー
- 1000ピース
昭和仮面ライダー（全員）
平成仮面ライダー（エグゼイドまで）
平成仮面ライダー（全員）
シン・ゴジラ（ゴジラ第4形態）
昭和平成令和仮面ライダー（ゼロワンまで）
仮面ライダー旧1号（50周年記念）

ステッカー
- ＜菅原芳人作戦＞（エンスカイ）
仮面ライダー旧1号
仮面ライダー旧2号
仮面ライダーV3
仮面ライダーアマゾン
仮面ライダーBLACK
仮面ライダークウガ
仮面ライダーファイズ
仮面ライダーダブル
- ＜菅原芳人パビリオン＞（アルバトロスジャパン）
ウルトラQ
ウルトラマン
ウルトラセブン

Tシャツ
- ＜菅原芳人計画＞2007年〜
ウルトラセブン55周年　菅原芳人計画　Tシャツ　vs キングジョー「ウルトラ警備隊西へ」2022年
菅原芳人計画　ウルトラセブンー地球は狙われているTシャツ

バスタオル
- ＜菅原芳人計画＞2020年〜
- 菅原芳人計画　バスタオル　vs 改造パンドン「史上最大の侵略」バスタオル2022

ジークレー
- ＜菅原芳人パビリオン＞（アルバトロスジャパン）
仮面ライダー旧1号／改造人間一号（限定10部）2021
仮面ライダー旧1号／伝説の始まり（限定10部）2021
ウルトラセブン／With ウルトラ警備隊（限定10部）2021
ウルトラセブン／ウルトラアイ（限定10部）2021
- ＜cj.mart＞（ばさら）
ブルース・リー黄面虎2015
ブルース・リーHis Rial Face2015
ブルース・リーthe Jeet Kune Do Man2015
- ＜東映ヒーローネット＞（東映）
人造人間キカイダー
本郷猛71
本郷猛72

個展
- 菅原芳人WORKS展（宮城県石巻市、石ノ森萬画館）2016
- 菅原芳人POP ART展-DEBUT　2022
- AKASHIC RECORDS 3.5 in 東京アートフェア（東京国際フォーラム）2023

雑誌連載
- 『宇宙船』朝日ソノラマ
- 『特撮エース』角川書店
- 『キャラクターランド』徳間書店
- 『ヒロイン危機一髪』大洋書房
- 『ヒロインステーション』大洋書房

TV番組協力
- NHK-BS2『熱中スタジアム／ブルース・リー』第1夜
- NHK-BS2『熱中スタジアム／ブルース・リー』第2夜
- NHK-BS2『それはブルース・リーから始まった　～最強アクションを巡る旅～』
- NHK-BS2『シネマ・こぼれ話～萌えよブルース・リー1～』
- NHK-BS2『シネマ・こぼれ話～萌えよブルース・リー2～』
- NHK-BS2『シネマ・こぼれ話～萌えよブルース・リー3～』
- NHK総合『歌うコンシェルジュ』

## リンク
公式サイト
- SUGAHARAVOX

Twitter
- 菅原芳人official風味

Facebook
- https://www.facebook.com/bassa.suga

Instagram
- yoshi_sugahara3